# Sáfar
Sáfar (em árabe: صفر; romaniz.: Safar; lit. "[mês] vazio") é o segundo mês do calendário islâmico. O calendário islâmico é um calendário lunar, começando cada mês com a visualização da lua nova. Uma vez que o calendário islâmico é cerca de onze ou doze dias mais curto que o calendário solar, o mês de Safar acaba por passar por todas as estações do ano. 
O período correspondente ao início e fim deste mês no calendário gregoriano para o atual ano islâmico é: 
| Ano (calendário islâmico) | Ano (calendário gregoriano) | Sáfar                         |
| ------------------------- | --------------------------- | ----------------------------- |
| 1444                      | 2022                        | 29 de agosto a 26 de setembro |

## Efemérides muçulmanas
- 7 de Sáfar: Nascimento de Muça Alcazim, sétimo imã segundo o xiismo duodecimano.
- 9 de Sáfar: Vitória de Ali na Batalha de Naravã.
- 13 de Sáfar: Martírio de Saquina binte Huceine, filha de Huceine.
- 17 de Sáfar: Martírio do Imã Ali Raza.
- 20 de Sáfar: Arba'een, observância religiosa dos muçulmanos xiitas. Neste dia Huceine, filho de Ali, foi decapitado.
- 28 de Sáfar: Martírio do profeta Maomé e de Haçane (de acordo com o islão xiita)